# Mon oncle Charlie
Mon oncle Charlie (Two and a Half Men) est une série télévisée américaine en 262 épisodes de 22 minutes, créée par Chuck Lorre et Lee Aronsohn, diffusée entre le 22 septembre 2003 et le 19 février 2015 sur le réseau CBS aux États-Unis et sur CTV ou CTV Two, au Canada.
En France, la série est diffusée depuis le 4 janvier 2005 sur Jimmy, depuis le 12 avril 2007 sur Canal+ ainsi que sur Warner TV, Comédie+ TMC et NRJ 12 ,au Québec, depuis le 1er juin 2009 sur TQS (maintenant V) et en Suisse, sur RTS Un.

## Synopsis
Riche compositeur de jingles à succès, Charlie Harper vit à Malibu, où il collectionne les conquêtes féminines. Il doit aussi composer avec Rose, une voisine, qui lui voue une obsession et qui est prête à tout pour le séduire. Sa vie est bouleversée par le divorce de son frère, Alan, chiropracteur sans un sou. Charlie accepte de loger temporairement son frère et son neveu, Jake, âgé de 10 ans. Mais la cohabitation devient beaucoup plus longue que prévu. D’un caractère totalement opposé, Charlie et Alan ont régulièrement du mal à cohabiter.
Mais entre l’éducation de Jake, leurs histoires d’amour et les mésaventures de leur mère, Evelyn, les deux frères savent aussi se serrer les coudes pour faire face à leur quotidien agité.
Après la mort supposée de Charlie à Paris, où il était en voyage avec Rose, la maison est mise en vente. Elle sera rachetée par Walden, un milliardaire. Il accepte de laisser Alan et Jake y vivre. Dépressif après sa rupture avec Bridget, Walden demande de l’aide à Alan et Jake pour la reconquérir. Dès lors, le trio se lie d’amitié et entame de nouvelles aventures.

## Fiche technique
- Titre original : Two and a Half Men
- Titre français et québécois : Mon oncle Charlie
- Création : Chuck Lorre et Lee Aronsohn
- Réalisation : réalisateurs variés dont James Widdoes, Gary Halvorson, Pamela Fryman et Jeff Melman
- Scénario : scénaristes variés dont Chuck Lorre, Lee Aronsohn, Mark Roberts (en) et Susan Beavers
- Direction artistique :
- Décors : Jeff Schoen
- Costumes : Hope Hanafin
- Musique : Dennis C. Brown et Grant Geissman (en)
- Production : Michael Collier, Jim Patterson, Carol Anne Miller, Tracey Ormandy
- Production déléguée: Chuck Lorre, Lee Aronsohn, Eric Tannenbaum, Kim Tannenbaum, Mark Burg
- Sociétés de production : Chuck Lorre Productions, The Tannenbaum Company et Warner Bros. Television
- Sociétés de distribution (télévision) : Columbia Broadcasting System
- Pays d'origine :  États-Unis
- Langue originale : anglais
- Format : couleur - 1,78:1 - son Dolby Digital
- Genre : Sitcom, Comédie
- Durée : 22 minutes

## Distribution

### Acteurs principaux
- Charlie Sheen (VF : Olivier Destrez) : Charles Francis dit « Charlie » Harper (saisons 1 à 8)
- Jon Cryer (VF : Lionel Tua) : Alan Jerome dit « Alan » Harper
- Angus T. Jones (VF : Brigitte Lecordier (saisons 1 à 5) puis Alexandre Nguyen) : Jacob David dit « Jake » Harper, fils d'Alan et Judith (saisons 1 à 10, invité saison 12)
- Conchata Ferrell (VF : Élisabeth Margoni) : Berta, femme de ménage de Charlie puis de Walden (récurrente saison 1, principale à partir de la saison 2)
- Ashton Kutcher (VF : Benjamin Pascal) : Walden Schmidt (à partir de la saison 9)
- Marin Hinkle (VF : Élisabeth Fargeot) : Judith Harper-Melnick, ex-femme d'Alan (principale saisons 1 à 9, invitée saisons 10 à 12)
- Holland Taylor (VF : Maaike Jansen) : Evelyn Harper, mère d'Alan et Charlie (principale saisons 1 à 9, 11 et 12, invitée saison 10)
- Melanie Lynskey (VF : Géraldine Giraud (saison 1) puis Natacha Muller) : Rose, voisine de Charlie puis de Walden (principale saisons 1 et 2, récurrente saisons 3 à 5 et 8, invitée saisons 6, 7, 9 à 12)
- Jennifer Taylor (VF : Ariane Deviègue) : Chelsea, petite amie puis fiancée de Charlie (récurrente saison 6, principale saison 7, invitée saisons 9 et 12)
- Amber Tamblyn (VF : Chantal Baroin) : Jenny Harper, fille de Charlie (à partir de la saison 11)
- Edan Alexander (VF : Lucille Boudonnat) : Louis Schmidt, fils adoptif de Walden (saison 12)

Photos des acteurs principaux
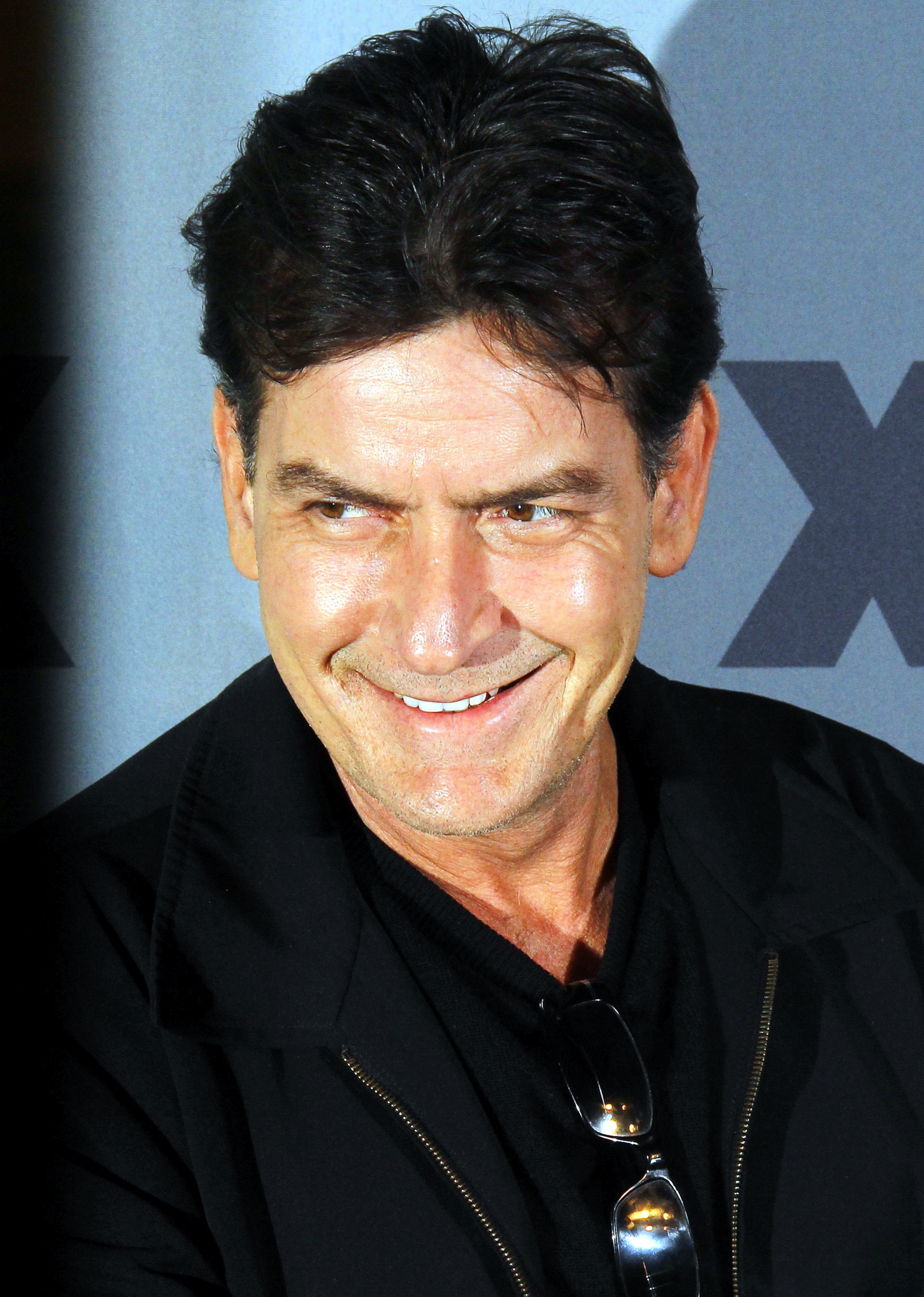
Charlie Sheen dans le rôle de Charlie Harper (saisons 1 à 8)
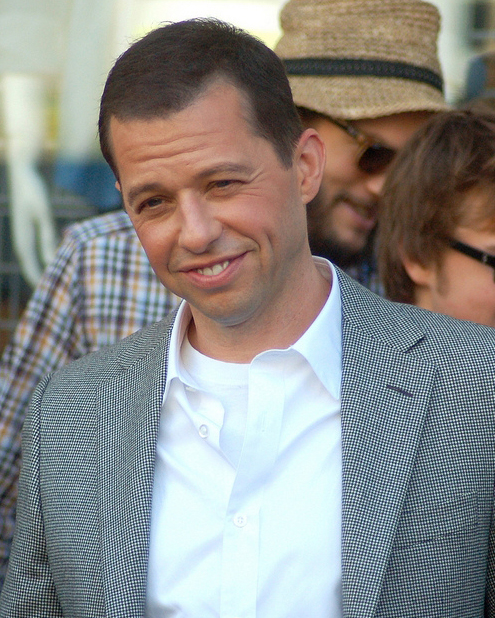
Jon Cryer dans le rôle d'Alan Harper
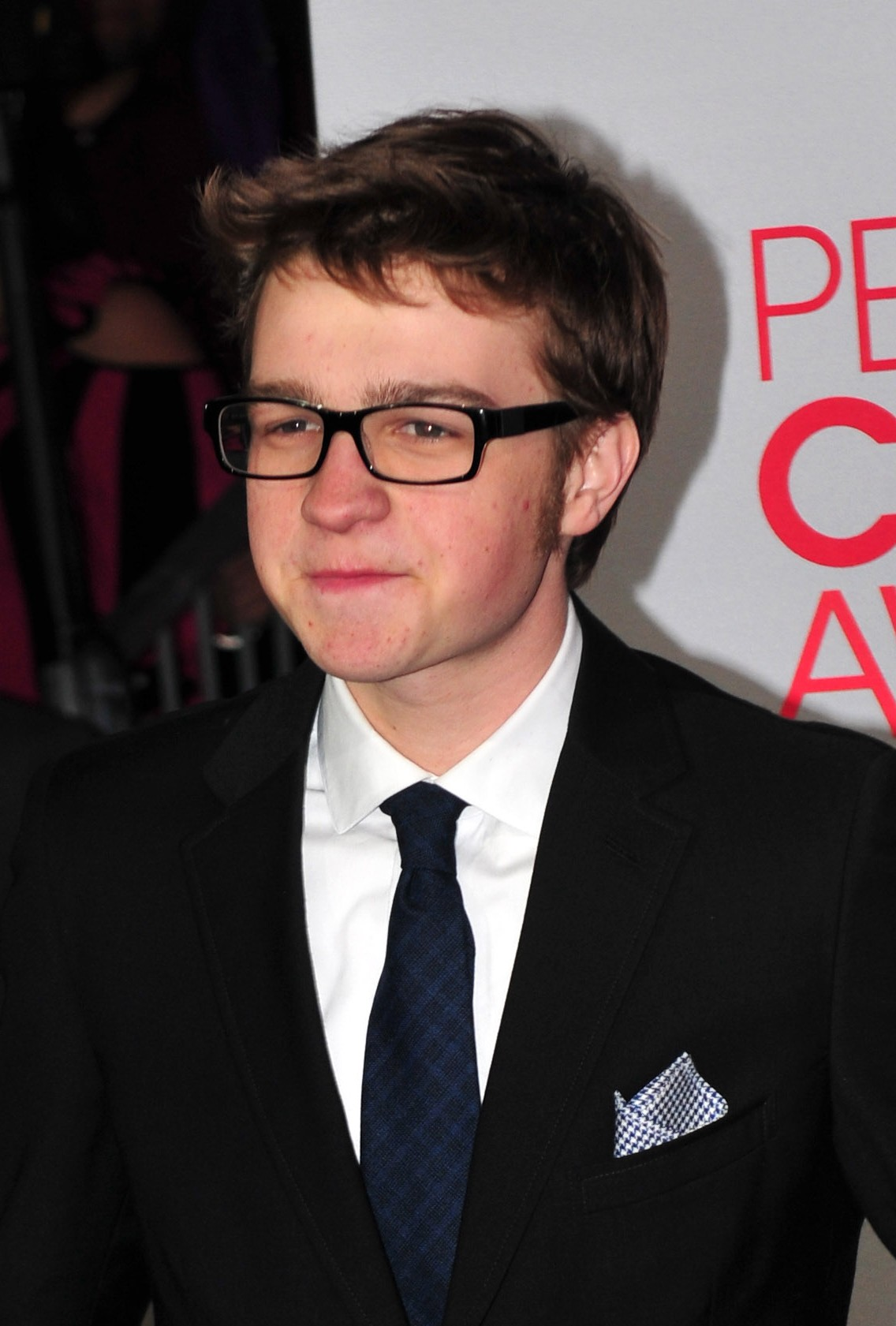
Angus T. Jones dans le rôle de Jake Harper (saisons 1 à 10 et 12)
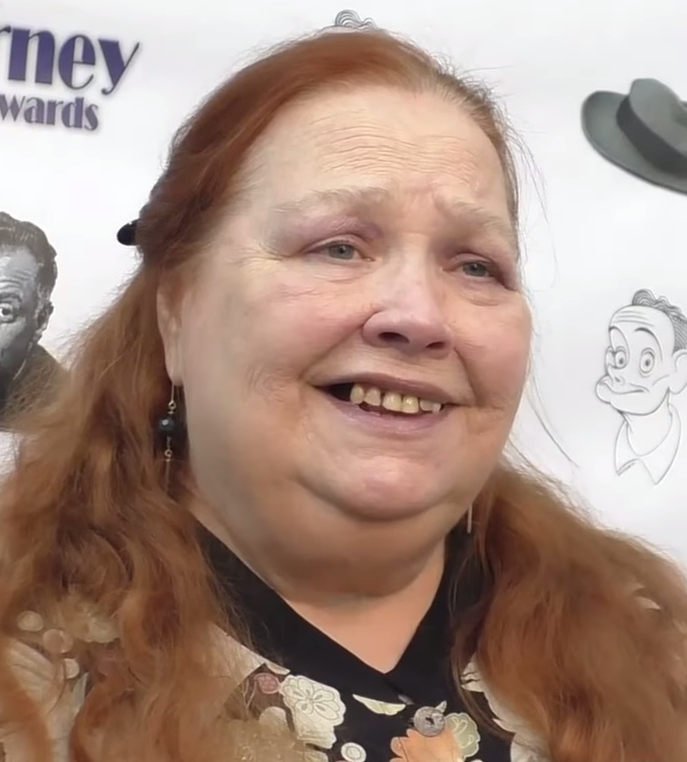
Conchata Ferrell dans le rôle de Berta
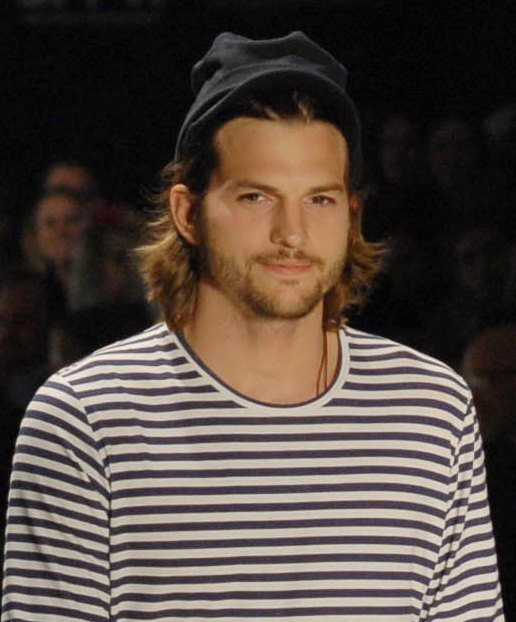
Ashton Kutcher dans le rôle de Walden Schmidt (à partir de la saison 9)
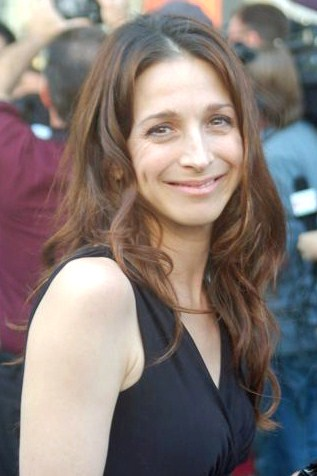
Marin Hinkle dans le rôle de Judith Harper-Melnick
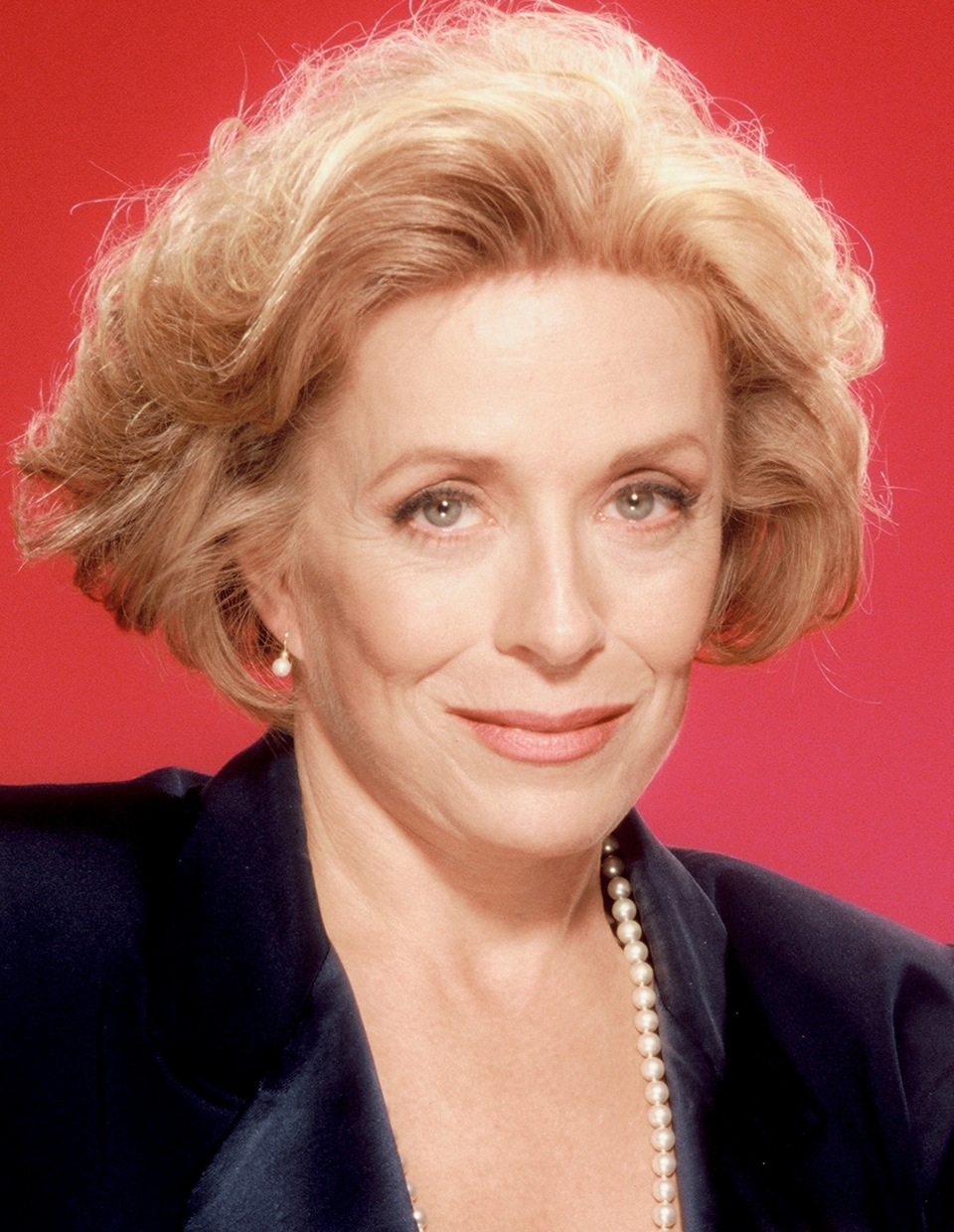
Holland Taylor dans le rôle d'Evelyn Harper.
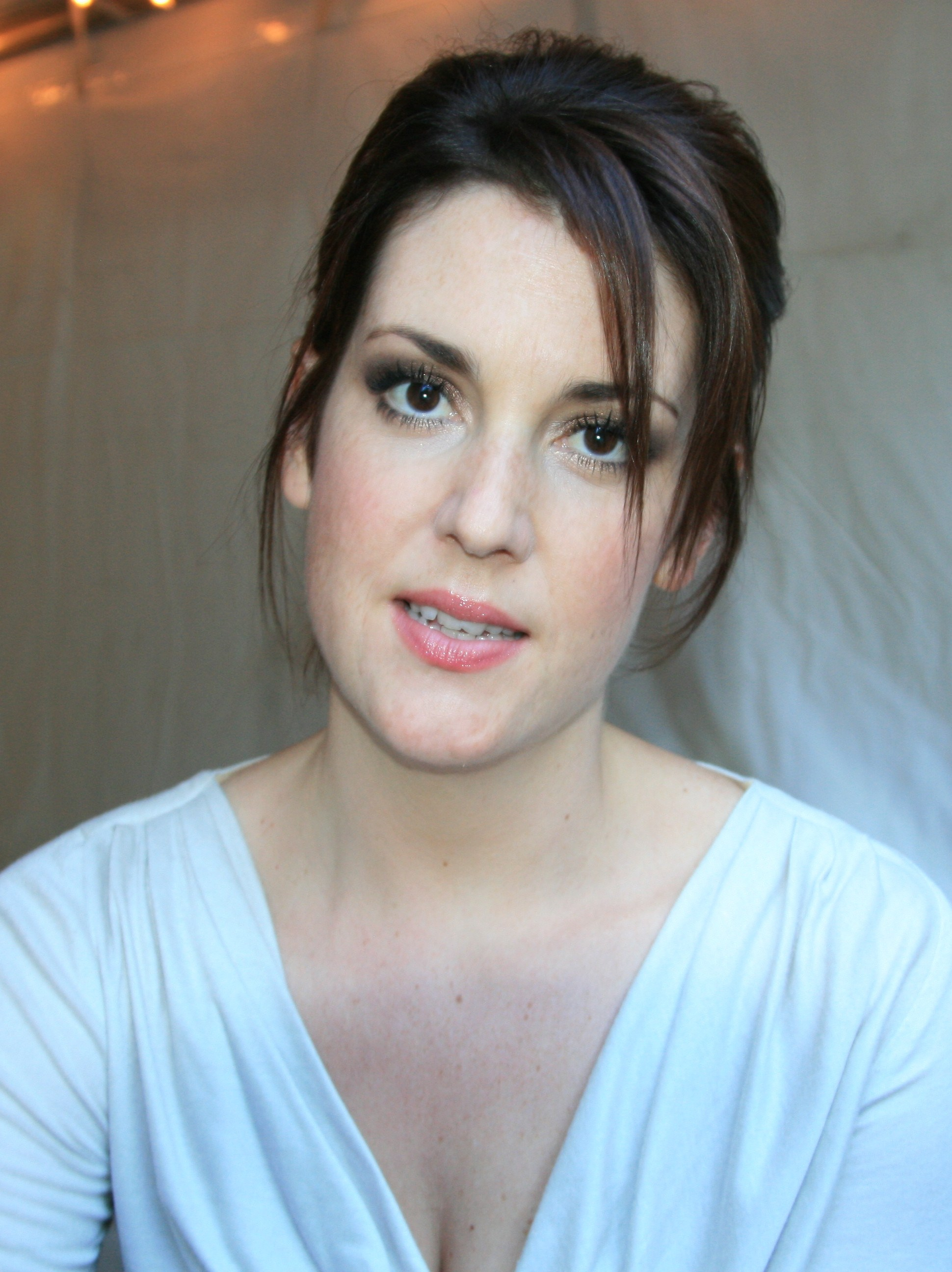
Melanie Lynskey dans le rôle de Rose
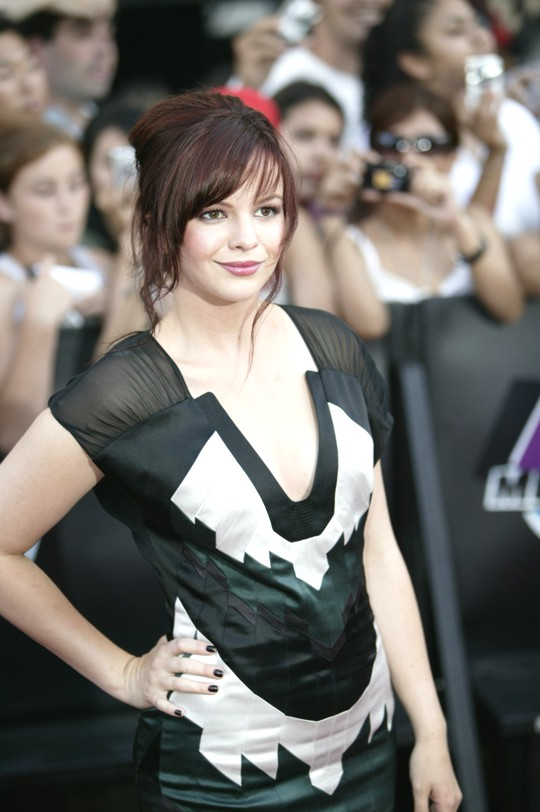
Amber Tamblyn dans le rôle de Jenny Harper (depuis la saison 11)

### Acteurs récurrents
- Ryan Stiles (VF : Henri Courseaux puis Patrice Dozier) : Dr Herb Melnick, 2e mari de Judith (récurrent saisons 4, 6, 8 à 10, invité saisons 2, 5, 7, 12 )
- Emmanuelle Vaugier (VF : Naike Fauveau) : Mia, ancienne fiancée de Charlie (récurrente saison 3, invitée saisons 5 à 7, 9 et 12)
- April Bowlby (VF : Nathalie Karsenti puis  Nathalie Spitzer) : Kandi, petite amie puis 2e femme d'Alan (récurrente saisons 3 et 4, invitée saisons 10 et 12)
- Jenny McCarthy (VF : Laurence Dourlens puis Vanina Pradier) : Sylvia Fishman / Courtney Leopold, arnaqueuse et petite amie de Charlie (saisons 5 et 8, invitée saison 9)
- Kelly Stables (VF : Sophie Froissard) : Melissa, réceptionniste puis petite amie d'Alan (récurrente saison 6, invitées saison 7 et 8)
- Courtney Thorne-Smith (VF : Véronique Alycia) : Lyndsey Mackelroy, petite amie d'Alan (invitée saison 7, récurrente saisons 8 à 12)
- Graham Patrick Martin (VF : Thomas Sagols) : Eldridge Mackelroy, fils de Lyndsey et meilleur ami de Jake (invitée saison 7, récurrent saisons 8 et 9)
- Judy Greer (VF : Anne Massoteau) : tante Myra, sœur de Herb Melnick (invitée saison 4, épisodes 19 et 20) ; puis Bridget Schmidt, ex-femme de Walden (récurrente saison 9, invitée saisons 10 et 12)
- Sophie Winkleman (VF : Barbara Delsol) : Zoey, petite amie de Walden (récurrente saisons 9 et 10, invitée saison 12)
- Brooke D'Orsay (VF : Josy Bernard) : Kate, petite amie de Walden (récurrente saison 10, invitée saison 11)
- Clark Duke (VF : Yoann Sover) : Barry, collègue de Walden et son nouveau colocataire (récurrent saison 11, invité saison 12)
- D. B. Sweeney (VF : Pascal Germain) : Larry Martin, le nouveau petit ami de Lindsay (récurrent saison 11, invité saison 12)
- Kimberly Williams-Paisley (VF : Ninou Fratellini) : Gretchen Martin, la sœur de Larry et petite amie d'Alan pendant un temps (saison 11)
- Alyson Michalka (VF : Marie-Eugénie Maréchal) : Brooke, petite amie de Jenny (saison 11)
- Maggie Lawson (VF : Laura Blanc) : mademoiselle McMartin, assistante sociale (saison 12)

### Invités
- Jane Lynch (VF : Danièle Orth) : Dr Linda Freeman, psychiatre de Charlie, d'Alan et de Walden (invitée saisons 1, 3 à 9, 11)
- J. D. Walsh (VF : Denis Laustriat) : Gordon, livreur de pizza (invité saisons 3 et 4 et 6 et 8) et Ted (invité saison 1)
- Martin Mull (VF : Michel Prud'homme) : Russell, pharmacien (saisons 6 à 10)
- Carl Reiner (VF : Jean-Claude Sachot) : Marty Pepper, mari d'Evelyn (saisons 7, 8 et 11)

### Invités vedettes
- Denise Richards (VF : Barbara Delsol) : Lisa (saison 1 épisode 10 / saison 2 épisode 9)
- Megan Fox (VF : Aurélia Bruno) : Prudence (saison 1 épisode 12)
- Richard Lewis (VF : Roland Timsit) : Stan (saison 1 épisode 14)
- Jenna Elfman (VF : Maïk Darah) : Frankie (saison 1 épisode 15 et 16)
- Paget Brewster (VF : Ariane Deviègue) : Jamie Eckleberry (saison 2 épisode 12)
- Camryn Manheim (VF : Denise Metmer) : Daisy, la sœur de Berta (saison 2 épisode 12)
- Frances Fisher : Priscilla Honeycutt (Saison 7 épisode 18)
- Chris O'Donnell (VF : Pierre Tessier) : Bill (saison 1 épisode 18)
- Teri Hatcher (VF : Claire Guyot) : Liz (saison 1 épisode 19)
- Heather Locklear (VF : Dominique Dumont) : Laura Lang (saison 1 épisode 21)
- Sean Penn (VF : Emmanuel Karsen) : Lui-même (saison 2 épisode 1)
- Harry Dean Stanton (VF : Bernard Tiphaine) : Lui-même (saison 2 épisode 1)
- Elvis Costello (VF : Michel Dodane) : Lui-même (saison 2 épisode 1)
- Jeri Ryan (VF : Céline Duhamel) : Sherri (saison 2 épisodes 5,19 / saison 9 épisode 1)
- Lucy Lawless (VF : Denise Metmer) : Pamela (saison 2 épisode 18)
- Martin Sheen (VF : Marcel Guido) : Harvey (saison 3 épisode 7)
- Cloris Leachman (VF : Régine Blaess) : Norma (saison 3 épisode 9)
- Josie Davis (VF : Vanina Pradier) : Sandy (saison 3 épisode 11)
- Jon Lovitz (VF : Michel Dodane) : Archie Baldwin (saison 3 épisode 17)
- Kevin Sorbo (VF : Jérôme Keen) : Andy (saison 3 épisode 20)
- Steven Tyler : Lui-même (saison 4 épisode 2)
- Sab Shimono (VF : Patrick Préjean) : Hiroshi (saison 4 épisode 13)
- Enrique Iglesias (VF : Philippe Bozo) : Fernando (saison 4 épisode 23)
- Mike Connors : Hugo (saison 4 épisode 24)
- Robert Wagner (VF : Dominique Paturel) : Teddy Leopold (saison 4 épisode 24)
- Ming-Na Wen (VF : Yumi Fujimori) : Linda Harris (saison 5 épisodes 3,4,5,6 / saison 7 épisode 21)
- Brooke Shields (VF : Rafaèle Moutier) : Danielle Stewart (saison 4 épisode 14)
- Richard Kind (VF : Gérard Surugue) : Artie (saison 5 épisode 8)
- Jamie Rose (VF : Emmanuèle Bondeville) : Sloane Jagov (saison 5 épisode 17)
- George Eads (VF : Denis Laustriat) : Un invité au banquet (saison 5 épisode 17)
- Michael Clarke Duncan (VF : Thierry Buisson) : Jerome Burnett (saison 6 épisodes 9,19)
- Bellamy Young (VF : Virginie Ledieu) : Diane (saison 6 épisode 9)
- Emilio Estevez (VF : William Coryn) : Andy (saison 6 épisode 11)
- James Earl Jones (VF : Saïd Amadis) : lui-même (saison 6 épisode 11)
- Carol Kane (VF : Marie Vincent) : Shelly (saison 6 épisodes 12 & 14)
- Eddie Van Halen : Lui-même (saison 7 épisode 1)
- Stacy Keach (VF : Jean Barney) : Tom (saison 7 épisodes 13,16,17,22)
- John Amos (VF : Jean-Paul Pitolin) : Ed (saison 7 épisodes 16,17,22)
- ZZ Top : Eux-mêmes (saison 7 épisode 21)
- Judd Nelson (VF : Éric Legrand) : Chris Makelroy (saison 8 épisodes 4,9)
- Jonathan Banks (VF : Féodor Atkine) : Le prêteur sur gage (saison 9 épisode 10)
- Mimi Rogers (VF : Pauline Larrieu) : Robin Schmidt (saison 9 épisodes 12,13 / saison 10 épisodes 1,2 / saison 11 épisode 6 / saison 12 épisode 2)
- Kathy Bates (VF : Denise Metmer) : Charlie Harper (saison 9 épisode 22)
- Miley Cyrus (VF : Camille Donda) : Missi (saison 10 épisodes 4,7)
- Lindsay Price (VF : Julie Turin) : Whitney (saison 10 épisode 7)
- Scott Bakula (VF : Guy Chapellier) : Jerry (saison 10 épisode 20)
- Marilu Henner (VF : Béatrice Delfe) : Linda (saison 10 épisode 23)
- Hilary Duff : Stacey (saison 10 épisode 23)
- Lynda Carter (VF : Monique Thierry) : Elle-même (saison 11 épisode 6)
- Mila Kunis (VF : Sarah Marot) : Vivian (saison 11 épisode 19)
- Arnold Schwarzenegger (VF : Daniel Beretta) : Le lieutenant Wagner (saison 12 épisode 15)
- Christian Slater : Lui-même (saison 12 épisode 15)

Version française
- Société de doublage : SOFI[1],[2] (saisons 1 à 6) et Dubbing Brothers[1],[2] (à partir de la saison 6)
- Direction artistique : Olivier Destrez[1],[2] (saisons 1 à 6) et Virginie Ledieu[1],[2] (à partir de la saison 6)
- Adaptation des dialogues : Cord Grey, Iris Salva et Laurence Fattelay[2]

 Source et légende : version française (VF) sur RS Doublage et Doublage Séries Database

## Casting
Jon Cryer et Charlie Sheen avaient déjà joué ensemble dans le film Hot Shots! de Jim Abrahams tandis que Ryan Stiles a joué dans Hot Shots! 2 également avec Charlie Sheen. Jon Cryer devait remplacer Michael J. Fox dans Spin City, mais c'est finalement Charlie Sheen qui eut le rôle. Il a également failli jouer Chandler Bing dans la série Friends, mais c'est finalement Matthew Perry qui a été pris.
Le 24 février 2011, CBS annonce la suspension du tournage des quatre épisodes restants de la huitième saison à la suite des commentaires insultants proférés par Charlie Sheen envers Chuck Lorre, le producteur exécutif et le reste de l'équipe de production, au cours de l'Alex Jones Show, Sheen ayant notamment appelé Lorre par son nom hébreu. CBS justifiera l'annulation du tournage en invoquant la conduite, l'état de santé et les commentaires de Charlie Sheen contre Chuck Lorre et l'équipe de production.
Le 7 mars 2011, Warner Bros. annonce avoir mis fin au contrat de Charlie Sheen, à la suite de ses abus de drogue et d'alcool, et ses déclarations de plus en plus « farfelues » dans la presse, osant contester la version officielle des attentats du 11 septembre 2001.
Le 13 mai 2011, CBS annonce que le remplaçant de Charlie Sheen est Ashton Kutcher, révélé dans la sitcom That '70s Show. Le show créé par Chuck Lorre et Lee Aronsohn revient le 19 septembre 2011 pour une neuvième saison.
Le 1er mai 2012, les contrats de Ashton Kutcher, Jon Cryer et Angus T. Jones ont été renouvelés pour une dixième saison. CBS a donné son accord le 12 mai 2012 et a renouvelé la série pour une dixième saison diffusée à partir du 27 septembre 2012.
Le 26 avril 2013, la série est renouvelée pour une onzième saison diffusée à partir du 26 septembre 2013.
En mars 2014, la série est renouvelée par une douzième saison. Toutefois, il est annoncé deux mois plus tard que cette saison serait la dernière.

## Diffusions
La série est diffusée en France sur Comédie+, Canal+ Family, Canal+ Décalé, Canal+ ainsi que sur TMC pour les saisons 1 à 3. Aux États-Unis, la série est retransmise sur CBS où la série a le rating TV 14 D, L et/ou S. Sur Canal+ Family, il y a simplement un avertissement avant chaque épisode.
La série est diffusée également en Suisse sur RTS Un avec quelques semaines d'avance sur la France (excepté Canal +).

## Épisodes
| Saison | Saison | Épisodes | Première diffusion | Première diffusion | Sortie DVD         | Sortie DVD        | Sortie DVD       | Sortie DVD        |
| Saison | Saison | Épisodes | Début de saison    | Fin de saison      | Région 1           | Région 2          | Région 3         | Région 4          |
| ------ | ------ | -------- | ------------------ | ------------------ | ------------------ | ----------------- | ---------------- | ----------------- |
|        | 1      | 24       | 22 septembre 2003  | 24 mai 2004        | 11 septembre 2007  | 12 septembre 2005 | 16 février 2006  | 1er février 2006  |
|        | 2      | 24       | 20 septembre 2004  | 23 mai 2005        | 8 janvier 2008     | 28 août 2006      | 6 septembre 2006 | 13 septembre 2006 |
|        | 3      | 24       | 19 septembre 2005  | 22 mai 2006        | 13 mai 2008        | 19 mai 2008       | 23 juillet 2008  | 23 juillet 2008   |
|        | 4      | 24       | 18 septembre 2006  | 14 mai 2007        | 23 septembre 2008  | 6 octobre 2008    | 1er octobre 2008 | 1er octobre 2008  |
|        | 5      | 19       | 24 septembre 2007  | 19 mai 2008        | 12 mai 2009        | 13 avril 2009     | 1er juillet 2009 | 1er juillet 2009  |
|        | 6      | 24       | 22 septembre 2008  | 18 mai 2009        | 1er septembre 2009 | 5 octobre 2009    | 3 mars 2010      | 3 mars 2010       |
|        | 7      | 22       | 21 septembre 2009  | 24 mai 2010        | 21 septembre 2010  | 21 septembre 2010 | 23 mai 2011      | 13 octobre 2010   |
|        | 8      | 16       | 20 septembre 2010  | 14 février 2011    | 6 septembre 2011   | 8 août 2011       | NC               | 23 août 2011      |
|        | 9      | 24       | 19 septembre 2011  | 14 mai 2012        | 28 août 2012       | 1er octobre 2012  | NC               | 5 septembre 2012  |
|        | 10     | 23       | 27 septembre 2012  | 9 mai 2013         | 24 septembre 2013  | NC                | NC               | NC                |
|        | 11     | 22       | 26 septembre 2013  | 8 mai 2014         | NC                 | NC                | NC               | NC                |
|        | 12     | 16       | 30 octobre 2014    | 19 février 2015    |                    |                   |                  |                   |

## Univers de la série

### Personnages

#### Personnages principaux
Charlie
C'est un grand séducteur, qui habite Malibu, qui collectionne les aventures (dans la première saison, il avoue qu'il se serait, au cours d'une seule année, « tapé » une centaine de femmes) et aime faire la fête. Il gagne aisément sa vie en composant des musiques pour des publicités et des séries. C'est aussi un fervent amateur d'alcool : on le remarque sirotant des verres de margarita, de whisky, de gin, de vodka, de téquila, de rhum ou de Corona dans presque chaque épisode. En effet, même si on le voit déguster dans les premiers épisodes quelques jus de groseille sanguinolente de Transylvanie, il va très vite se mettre à consommer de nombreux verres, bouteilles, gourdes ou thermos remplis d'alcool, au nombre de 37 dans la première saison, 35 dans la seconde, 36 dans la troisième, puis 41 dans la quatrième. Ses obsèques auront lieu au début de la saison 9 après être passé sous une rame de métro alors qu'il demandait Rose en mariage, mais à la fin de la série, on apprendra que Charlie était pendant tout ce temps séquestré chez Rose. Dans le dernier épisode de la série intitulé « Bien sûr qu'il est mort », il arrive finalement à s'échapper de chez Rose mais il meurt écrasé par son piano à queue, dans les dernières secondes de l'épisode, alors qu'il s'apprêtait à passer le seuil de sa maison.
Alan
C'est le frère cadet ruiné de Charlie et le père de Jake. Mis à la porte par sa femme Judith, il s'installe chez Charlie avec son fils Jake (qui revient ensuite tous les week-ends et passe la semaine chez sa mère). Très « coincé », il a un caractère radicalement opposé à celui de son frère et il ne veut pas que Jake prenne ce dernier comme exemple. Il exerce la profession de chiropracteur ; il est même nommé « chiropracteur de l'année de la vallée de San Fernando ». Lors de disputes avec son frère, il mentionne relativement souvent ses petites amies datant de la fac ou du collège que Charlie lui aurait « piqué », notamment Shoshana Waserstein, Amy Driscell, Maxine Tchernakov ou Charity Kirschenbaum. Lorsque Judith annonce à Alan qu'elle va avoir un second enfant (en l'occurrence une fille), ce dernier ayant eu une relation sexuelle avec elle peu de temps auparavant, sera persuadé que cet enfant est le sien. Il est très souvent rabroué par Berta, la femme de ménage, qui a l'habitude de l'appeler par « Simplet » ou par « Le SDF ». C'est également un homme extrêmement pingre, saisissant toutes les occasions de faire des économies et cherchant à dépenser le moins d'argent possible.
Jake
C'est le fils d'Alan et de Judith. Âgé de 10 ans au début de la série, il passe son temps à manger, à regarder la télévision (Bob l'éponge en particulier) et à jouer à des jeux vidéo particulièrement sanguinolants, ce qui lui confère une silhouette de 'jeune américain typique'. Sa manière de penser est souvent proche de celle de son oncle Charlie, ce qui agace son père. Il est également vu comme un simple d'esprit, plus porté sur les filles que sur l'école. Il attachera notamment une certaine importance à une camarade de classe, Wendy Chow. Il aura une demi-sœur, fruit de la relation entre Judith et Herb. Il entre à l'armée à la fin de la saison 9 et revient à l'épisode 4 de la saison 10 avant de quitter définitivement la série pour s'envoler au Japon. On le revoit dans le dernier épisode de la série où il déclare s'être marié et avoir gagné 2,5 millions de dollars à Las Vegas.
Walden Schmidt
Walden est un jeune milliardaire qui a fait fortune en vendant un logiciel à Microsoft. On le voit pour la première fois sur la terrasse de la maison, trempé, alors qu'Alan parle à l'urne contenant les cendres de Charlie et se demande où il va bien pouvoir la mettre. C'est alors qu'il la renverse à la vue de Walden à travers la porte vitrée, et répand par la même occasion les cendres dans le salon. Walden lui demande s'il peut utiliser le téléphone de la maison. Il s'est récemment fait mettre à la porte par son ex-femme Bridget, et a essayé de se donner la mort en se noyant dans l'océan, mais « jamais il n'aurait imaginé qu'il serait si froid ». C'est ainsi qu'il a renoncé et qu'il est venu quérir l'aide d'Alan.
Reconnaissant envers Alan de l'aide qu'il lui a apportée, Walden décide ensuite d'acheter la maison dans lequel a vécu Charlie et propose à Alan de rester habiter avec lui. Ils vont devenir par la suite des amis proches, même si Alan exaspère régulièrement Walden. Il va également embaucher Berta. S'il a du succès auprès des femmes, Walden est également un incorrigible romantique, tombant amoureux très rapidement des belles femmes qu'il rencontre.
Jenny
Jenny est la fille illégitime du défunt Charlie Harper. Elle apparaît au début de la saison 11, ayant envie de connaître son père, avant d'apprendre son décès, et choisit de s'installer avec Alan et Walden. C'est le portrait craché de son père : ironique, séductrice et alcoolique. Elle est par ailleurs lesbienne, ce qui fait d'elle une rival amoureuse pour ses deux colocataires. Elle souhaite devenir actrice, même si elle ne s'en donne pas vraiment les moyens.

#### Personnages récurrents
Judith
C'est la mère de Jake. Elle s'est séparée d'Alan en lui faisant croire qu'elle était devenue lesbienne. Elle aussi a peur que Jake prenne exemple sur Charlie et déteste ce dernier. Elle se remariera avec Herb Melnick, le pédiatre de Jake (devenant alors Judith Melnick). Bien qu'elle ne soit alors plus censée réclamer de pension alimentaire à Alan, elle prend un malin plaisir à la lui réclamer quand même, semblant prendre du plaisir à le voir débourser son argent. Ainsi, lors du divorce d'Alan et Kandi, elle s'empresse de procurer son ancien avocat à celle-ci, dans le but de lui « pomper son fric ». Elle divorce de Herb après que ce dernier l'a trompée avec sa secrétaire.
Rose
C'est une ancienne conquête de Charlie d'un soir qui l'appelle « mon grand poilu ». Celle-ci espère regagner l'amour de Charlie qui n'est plus du tout attiré par elle. Son amour pour Charlie tournant à l'obsession, elle devient alors un vrai « pot de colle » (défaut qu'elle a hérité de son père) et « harcèle » Charlie en l'espionnant ou en débarquant sur son balcon à l'improviste ; elle a collé ses placards, lèche ses couverts etc. Charlie la mentionne d'ailleurs parfois comme « celle qui s'est menottée à son réfrigérateur et lui a collé les testicules à la cuisse à la « Super glue » ». Il désespère de pouvoir l'éloigner un jour de lui. C'est lorsqu'elle part vivre en Angleterre qu'il s'aperçoit qu'elle lui manque finalement beaucoup (elle reviendra par la suite vivre aux États-Unis après s'être fait expulser d'Angleterre). Néanmoins, c'est une amie de la famille Harper. On ne sait pas exactement quel est son métier mais elle répète souvent qu'elle a fait des études de psychologie. On sait également que Rose est très riche du fait qu'elle dispose avec ses frères et sœurs de 49 % du capital d'une banque, les 51 % restants appartenant à son père. Sa mère quant à elle contrôle une compagnie pétrolière.
Evelyn
C'est la mère de Charlie et d'Alan et la grand-mère de Jake. Elle vit à Beverly Hills. Son mari est mort en mangeant du poisson pas frais, et Charlie parle de suicide. Détestée par ses fils et tout particulièrement par Charlie, elle ne comprend pas leur attitude. Mariée quatre fois, elle est à la recherche de son cinquième mari, qu'elle finit par trouver dans la saison 5, même si leur mariage ne dure guère longtemps. Elle est complètement obsédée par son travail d'agent immobilier mais aussi et surtout par le sexe. D'un incroyable égocentrisme et égoïsme, elle ne souhaite en aucun cas faire profiter ses fils de son apparente fortune.
Berta
C'est la femme de ménage de Charlie et aussi de Steven Tyler du groupe Aerosmith. Elle est connue pour ses répliques ironiques, son humour gras et son addiction à diverses substances hallucinogènes. Elle semble détester Alan, le considérant comme un parasite et a pour habitude de l'appeler quotidiennement « Simplet » ou « le SDF ».
Kandi
C'est la petite amie d'Alan à partir de la troisième saison (Le mariage de Charlie). Elle est caractérisée par son intellect inversement proportionnel à sa grande beauté. Alan se marie avec Kandi à Las Vegas alors même que Charlie avait refusé le mariage avec Mia à la dernière minute. Alan gagne ensuite un demi million de dollars pendant sa nuit de noces mais finit par revenir chez son frère sans aucun sou et divorce de Kandi.
Chelsea
C'est la première petite amie officielle de Charlie, présente dans la moitié des épisodes de la saison 6 et la majorité de la saison 7. Charlie est profondément attaché à elle et change peu à peu ses habitudes (par exemple, il n'hésite pas à s'occuper d'elle lorsqu'elle tombe malade alors qu'il évite en général de côtoyer des femmes mal en point). Il la demande ensuite en mariage. Cependant, Chelsea finit par éprouver de l'attirance pour Brad, l'avocat d'Alan. Elle tentera de renouer ensuite avec Charlie, mais sans succès.

### Évolution de la série
Il est intéressant de noter l'évolution des personnages de la série :
- Alan apparaît désormais comme un parasite qui a raté sa vie, légèrement fou, obsédé par la masturbation, mais il n'en était rien au début de la série. Initialement c'était un homme travailleur, proche de son fils et aussi des parents de Judith (ils considèrent Alan comme leur fils). Il n'était pas désespéré comme par la suite, mais juste attristé par son divorce. Dans les dernières saisons, on peut voir qu'Alan se masturbe souvent et est prêt à tout pour avoir des rapports sexuels, alors que dans les premiers moments de la sitcom, il ne fréquente pas de femmes et défend la cause des nombreuses conquêtes de son aîné.
- Le personnage d'Evelyn, mère de Charlie et Alan, a aussi évolué. Elle est désormais dépeinte comme une mère déplorable, qui n'a jamais été proche de ses enfants, ni de son petit-fils. Alors qu'au départ, elle était très présente (par exemple elle passait souvent voir Jake pour prendre de ses nouvelles ou l'emmener avec elle) et désireuse de s'impliquer dans leur relation mère-fils, ce qui agaçait souvent Charlie, car elle rencontrait ses conquêtes, qu'elle considérait comme des petites amies et concubines potentielles. D'autre part, Evelyn dit souvent qu'elle préférait Charlie, mais au début de la série, c'était l'inverse : Alan était le fils « préféré », et était même le seul à avoir les clefs de la maison de sa mère.
- Quant à Judith, elle était d'abord une femme gentille, mais malheureuse de son mariage, et elle est devenue une mégère avec le temps, qui ne manque pas une occasion de rabaisser Alan.

## Accueil

### Audiences
Sitcom no 1 à la télévision américaine et vétéran des sitcoms diffusées aux États-Unis, Mon oncle Charlie attire de nombreux téléspectateurs depuis ses débuts sur CBS en 2003. La première saison a ainsi été suivie par une moyenne de 15,3 millions d'américains. La seconde a fait encore mieux en rassemblant 16,5 millions de téléspectateurs. Puis la courbe des audiences a légèrement fléchi : 15,1 millions pour la troisième, 14,4 millions pour la quatrième et enfin 13,6 millions pour la cinquième. Mais la série bat son record historique d'audience le 19 septembre 2011 pour le début de la 9e saison avec près de 27,8 millions de téléspectateurs qui se sont réunis devant CBS pour assister au premier épisode sans Charlie Sheen et avec Ashton Kutcher. Lors du 2e épisode de la Saison 11, il eut pour la première fois depuis la création de la série une côte d'audience en dessous des 10 millions de téléspectateurs ce qui n'annonce rien de bon pour la suite de la série.
| Saison | Année     | Audience moyenne (millions) |
| ------ | --------- | --------------------------- |
| 1      | 2003-2004 | 15.31                       |
| 2      | 2004-2005 | 16.45                       |
| 3      | 2005-2006 | 15.14                       |
| 4      | 2006-2007 | 14.43                       |
| 5      | 2007-2008 | 13.68                       |
| 6      | 2008-2009 | 15.06                       |
| 7      | 2009-2010 | 14.95                       |
| 8      | 2010-2011 | 12.73                       |
| 9      | 2011-2012 | 14.64                       |
| 10     | 2012-2013 | 13.78                       |
| 11     | 2013-2014 | 10.66                       |
| 12     | 2014-2015 | 11.95                       |

### Distinctions
La série a été nommée pour plusieurs Emmy Awards et en a remporté neuf. Charlie Sheen a été aussi nommé pour un Golden Globe du meilleur acteur dans une série télévisée musicale ou comique en 2004 et 2005. La série a été aussi nommée trois fois aux Screen Actors Guild Awards et une fois aux Teen Choice Awards.

## Réception
| Saison | Metacritic (%) | Rotten Tomatoes (%) |
| ------ | -------------- | ------------------- |
| 1      | 67             | 78                  |
| 12     | 53             | 35                  |

## Crossover
L'épisode 17 de la saison 5 a été écrit par deux des scénaristes de la série Les Experts (Carol Mendelsohn et Naren Shankar) et présente de nombreuses similarités avec les épisodes de cette série : générique, flash-backs, scènes d'investigation scientifique.
En contre-partie, Chuck Lorre et Lee Aronsohn ont signé l'épisode 16 de la saison 8 de la série Les Experts (L'envers du décor ; en anglais : Two and a Half Deaths, titre clin d'œil avec celui original de Mon oncle Charlie).
Ces deux épisodes ne peuvent pas être considérés comme un crossover entre ces deux séries puisque leurs personnages ne prennent pas part aux histoires. On notera malgré tout l'apparition lors de la réception de mariage de cet épisode de l'acteur George Eads (Nick Stokes dans Les Experts), et celle, dans l'épisode de Les Experts, des trois principaux acteurs de Mon oncle Charlie, habillés en smoking et fumant un cigare devant leur caravane.